# Inde aux Jeux olympiques d'été de 2012
L'Inde participe aux Jeux olympiques de 2012 à Londres (Royaume-Uni) du 27 juillet au 12 août 2012. Il s'agit de sa 23e participation à des Jeux olympiques d'été. Le chef de la délégation indienne, nommé par le Comité national olympique indien, est Ajit Pal Singh.
Lors de l'annonce de la présence d'une bannière publicitaire entourant le haut du stade olympique de Stratford au nom de Dow Chemical, l'Inde menace de boycotter les Jeux olympiques. En effet, Union Carbide, devenue filiale de Dow Chemical en 2001, est responsable de la catastrophe de Bhopal en 1984 au cours de laquelle une fuite de gaz toxique a provoqué la mort de plusieurs milliers de personnes. Le gouvernement indien et les associations de victimes sont toujours en conflit avec la société au sujet des indemnisations et de la dépollution du site. Finalement Dow Chemical renonce à ce que son nom figure sur le stade des jeux olympiques.

## Athlètes en compétition
La délégation indienne se compose de 81 athlètes concourant dans 54 épreuves pour 13 disciplines sportives.
| Sport            | Femmes | Hommes | Épreuves |
| ---------------- | ------ | ------ | -------- |
| Athlétisme       | 6      | 8      | 11       |
| Aviron           | 0      | 3      | 2        |
| Badminton        | 3      | 2      | 4        |
| Boxe             | 1      | 7      | 8        |
| Haltérophilie    | 1      | 1      | 2        |
| Hockey sur gazon | 0      | 16     | 1        |
| Judo             | 1      | 0      | 1        |
| Lutte            | 1      | 4      | 5        |
| Natation         | 0      | 1      | 1        |
| Tennis           | 2      | 5      | 4        |
| Tennis de table  | 1      | 1      | 2        |
| Tir              | 4      | 7      | 9        |
| Tir à l'arc      | 3      | 3      | 4        |
| 13 sports        | 23     | 58     | 54       |

## Médaillés
L'Inde gagne six médailles olympiques, deux d'argent et quatre de bronze, ce qui constitue le nombre le plus élevé de médailles qu'elle ait jamais obtenues aux JO. Avec deux médailles chacun, le tir et la lutte sont les disciplines où elle se montre la meilleure mais la très mauvaise performance de l'équipe de hockey, qui perd tous ses matchs et termine à la dernière place, est commentée négativement dans la presse.
| Médaille | Nom            | Sport     | Compétition                         | Performance | Date            |
| -------- | -------------- | --------- | ----------------------------------- | ----------- | --------------- |
| Argent   | Vijay Kumar    | Tir       | Pistolet à 25 m tir rapide hommes   | 30          | 3 août 2012     |
| Argent   | Sushil Kumar   | Lutte     | Moins de 66 kg                      |             | 12 août 2012    |
| Bronze   | Gagan Narang   | Tir       | Carabine à 10 m air comprimé hommes | 701.1       | 30 juillet 2012 |
| Bronze   | Saina Nehwal   | Badminton | Simple dames                        |             | 4 août 2012     |
| Bronze   | Mary Kom       | Boxe      | Mouches (−51 kg)                    |             | 8 août 2012     |
| Bronze   | Yogeshwar Dutt | Lutte     | Moins de 60 kg                      |             | 11 août 2012    |

## Athlétisme
Les athlètes indiens qualifiés aux épreuves d'athlétisme sont au nombre de 14, 6 femmes et 8 hommes concourant dans 11 disciplines. En 20 km marche, Irfan Kolothum Thodi se classe 10e avec un temps de 1 h 20 min 21 s, battant ainsi le record d'Inde.
Les épreuves d'athlétisme se déroulent du 3 au 12 août 2012 au Stade olympique de Londres. Le marathon et la marche athlétique ont lieu dans le centre-ville de Londres, sur l'avenue The Mall.
Pour chaque épreuve, un pays peut engager trois athlètes à condition qu'ils aient réussi chacun les minima A de qualification, un seul athlète par nation est inscrit sur la liste de départ si seuls les minima B sont réussis.
| Épreuves               | Athlètes             | Résultats                              |
| ---------------------- | -------------------- | -------------------------------------- |
| Femmes                 |                      |                                        |
| 800 mètres             | Tintu Luka           | 11e en demi-finale (1 min 59 s 69)     |
| 3 000 m steeple femmes | Sudha Singh          | Non qualifiée, 31e (9 min 48 s 86)     |
| Triple saut            | Mayookha Johny       | Non qualifiée, 22e (13,77 m)           |
| Saut en hauteur        | Sahana Kumari        | Non qualifiée, 29e (1,80 m)            |
| Lancer du disque       | Seema Antil          | Non qualifiée, 13e (61,91 m)           |
| Lancer du disque       | Krishna Poonia       | 7e avec 63,62 m                        |
| Hommes                 |                      |                                        |
| Marathon               | Ram Singh Yadav      | 78e (2 h 30 min 06 s)                  |
| 20 km marche           | Irfan Kolothum Thodi | 10e en 1 h 20 min 21 s (record d'Inde) |
| 20 km marche           | Baljinder Singh      | 43e (1 h 25 min 39 s)                  |
| 20 km marche           | Gurmeet Singh        | 33e (1 h 23 min 34 s)                  |
| 50 km marche           | Basanta Bahadur Rana | 36e en 3 h 56 min 48 s (record d'Inde) |
| Triple saut            | Renjith Maheshwary   | Non qualifié, 27e                      |
| Lancer du poids        | Om Prakash Karhana   | Non qualifié, 19e (19,86 m)            |
| Lancer du disque       | Vikas Gowda          | 8e avec 64,79 m                        |

## Aviron
L'Inde qualifie deux bateaux et trois rameurs aux régates asiatiques de Chungju (Corée du Sud) en avril 2012.
Les épreuves d'aviron se déroulent du 28 juillet au 4 août 2012 au Dorney Lake dans le comté de Buckinghamshire.
Hommes
| Athlète                     | Compétition                 | Séries        | Séries | Repêchage     | Repêchage | Quarts de finale | Quarts de finale | Demi-finales  | Demi-finales          | Finales       | Finales                                    |
| Athlète                     | Compétition                 | Temps         | Rang   | Temps         | Rang      | Temps            | Rang             | Temps         | Rang                  | Temps         | Rang                                       |
| --------------------------- | --------------------------- | ------------- | ------ | ------------- | --------- | ---------------- | ---------------- | ------------- | --------------------- | ------------- | ------------------------------------------ |
| Swarn Singh Virk            | Skiff                       | 6 min 54 s 04 | 4e     | 7 min 00 s 49 | 1er       | 7 min 11 s 59    | 4e               | 7 min 36 s 25 | 2e en Demi-finale C/D | 7 min 29 s 66 | 4e en Finale C, 16e au classement général  |
| Sandeep Kumar Manjeet Singh | Deux de couple poids légers | 6 min 56 s 60 | 4e     | 6 min 54 s 20 | 6e        | NC               | NC               | 7 min 19 s 31 | 4e en Demi-finale C/D | 7 min 08 s 39 | 1er en Finale D, 19e au classement général |

Note : Seule la finale A permet de concourir pour une médaille.

## Badminton
Cinq joueurs indiens sont qualifiés au badminton, trois femmes et deux hommes, concourant dans quatre épreuves. Saina Nehwal remporte la médaille de bronze en Simple dames face à Wang Xin, contrainte à l'abandon pour blessure.
Les épreuves de badminton se déroulent du 28 juillet au 5 août 2012 à la Wembley Arena de Londres.
Femmes
| Athlète                      | Compétition  | Phase de groupe                    | Phase de groupe                                 | Phase de groupe                 | Phase de groupe | 8e de finale               | Quarts de finale             | Demi-finales                  | Finale                    | Finale             |
| Athlète                      | Compétition  | Adversaire Score                   | Adversaire Score                                | Adversaire Score                | Rang            | Adversaire Score           | Adversaire Score             | Adversaire Score              | Adversaire Score          | Rang               |
| ---------------------------- | ------------ | ---------------------------------- | ----------------------------------------------- | ------------------------------- | --------------- | -------------------------- | ---------------------------- | ----------------------------- | ------------------------- | ------------------ |
| Saina Nehwal                 | Simple dames | Jaquet (SUI) 21–9, 21–4            | L Tan (BEL) 21-4, 21-14                         | NC                              | 1er Q           | Jie Yao (NED) 21-14, 21-16 | Tine Baun (DEN) 21-15, 22-20 | Wang Yihan (CHN) 13-21, 13-21 | Wang Xin (CHN) 18-21, 0-1 | Médaille de bronze |
| Jwala Gutta Ashwini Ponnappa | Double dames | Fujii / Kakiiwa (JPN) 21–16, 21–18 | Cheng W-h / Chien Y-c (TPE) 25-23, 16-21, 21-18 | Sari / Yao L (SIN) 21-16, 21-15 | 3e              | NC                         | -                            | -                             | -                         | -                  |

Hommes
| Athlète           | Compétition      | Phase de groupe          | Phase de groupe              | Phase de groupe  | Phase de groupe | 8e de finale                                | Quarts de finale                 | Demi-finales     | Finale           | Finale |
| Athlète           | Compétition      | Adversaire Score         | Adversaire Score             | Adversaire Score | Rang            | Adversaire Score                            | Adversaire Score                 | Adversaire Score | Adversaire Score | Rang   |
| ----------------- | ---------------- | ------------------------ | ---------------------------- | ---------------- | --------------- | ------------------------------------------- | -------------------------------- | ---------------- | ---------------- | ------ |
| Parupalli Kashyap | Simple messieurs | Y Tan (BEL) 21–14, 21–12 | Nguyễn T M (VIE) 21-9, 21-14 | NC               | 1er Q           | Niluka Karunaratne (SRI) 21-14, 15-21, 21-9 | Lee Chong Wei (MAS) 19-21, 11-21 | -                | -                | -      |

Mixte
| Athlète                       | Compétition  | Phase de groupe                   | Phase de groupe                    | Phase de groupe                     | Phase de groupe | 8e de finale     | Quarts de finale | Demi-finales     | Finale           | Finale |
| Athlète                       | Compétition  | Adversaire Score                  | Adversaire Score                   | Adversaire Score                    | Rang            | Adversaire Score | Adversaire Score | Adversaire Score | Adversaire Score | Rang   |
| ----------------------------- | ------------ | --------------------------------- | ---------------------------------- | ----------------------------------- | --------------- | ---------------- | ---------------- | ---------------- | ---------------- | ------ |
| Jwala Gutta Valiyaveetil Diju | Double mixte | Ahmad / Natsir (INA) 16–21, 12–21 | Laybourn / Juhl (DEN) 12–21, 16–21 | Lee Y-d / Ha J-e (KOR) 15-21, 15-21 | 4e              | NC               | -                | -                | -                | -      |

## Boxe
L'Inde qualifie huit boxeurs dont une femme, Mary Kom, en boxe féminine présente pour la première fois aux Jeux olympiques.
| Athlète             | Catégorie             | Résultat                                                 |
| ------------------- | --------------------- | -------------------------------------------------------- |
| Mary Kom            | Mouches (-51 kg)      | Médaille de bronze                                       |
| Hommes              |                       |                                                          |
| Devendro Singh      | Mi mouches (-49 kg)   | Battu en quart de finale par Paddy Barnes (IRL) 18-23    |
| Shiva Thapa         | Mouches (-55 kg)      | Battu en 32e de finale par Óscar Valdez (MEX) 9–14       |
| Jai Bhagwan         | Légers (-60 kg)       | Battu en 16e de finale par Gani Zhailauov (KAZ) 8-16     |
| Manoj Kumar         | Super-légers (-64 kg) | Battu en 16e de finale par Tom Stalker (GBR) 16-20       |
| Vikas Krishan Yadav | Welters (-69 kg)      | Battu en 16e de finale par Errol Spence (USA)* 13-15     |
| Vijender Singh      | Moyens (-76 kg)       | Battu en quart de finale par Abbos Atoev (UZB) 13–17     |
| Sumit Sangwan       | Mi-lourds (-81 kg)    | Battu en 32e de finale par Yamaguchi Falcão (BRA)* 14-15 |

Contestations
* Après une contestation de l’entraîneur de l'Américain Errol Spence, la victoire de Vikas Krishan Yadav, 13-11, est changée en défaite, 13-15, au vu de fautes qui n'ont pas été prises en compte. L'équipe indienne introduit un recours contre cette annulation.
** La courte défaite de Sumit Sangwan face au Brésilien Yamaguchi Falcão, est contestée par le Chef-de-mission indien soutenu par le Ministre du sport, Ajay Maken. Le recours est rejeté.

## Haltérophilie
L'Inde qualifie 2 athlètes en haltérophilie.
| Athlètes              | Catégories | Résultats                         |
| --------------------- | ---------- | --------------------------------- |
| Femmes                |            |                                   |
| Ngangbam Soniya Chanu | -48 kg     | 7e, poids total soulevé : 171 kg  |
| Hommes                |            |                                   |
| Katulu Ravi Kumar     | -69 kg     | 15e, poids total soulevé : 303 kg |

## Hockey sur gazon
L'équipe masculine d'Inde de hockey sur gazon, composée de 16 joueurs, se qualifie le 26 février 2012 en battant l'équipe française sur un score de 8–1. Elle fait partie du groupe B.
Absente pour la première fois à Pékin, l'équipe indienne revient aux Jeux olympiques dans une discipline qu'elle a dominée de 1928 à 1980, remportant 11 médailles dont 8 d'or. À Londres elle perd tous les matchs, terminant dernière du classement.
Composition de l'équipe masculine
Entraîneur : Michael Nobbs
- Bharat Chettri (capitaine et gardien de but)
- Sardar Singh (VC)
- P. R. Sreejesh (gardien de but)
- Sandeep Singh
- V. R. Raghunath
- Ignace Tirkey
- Manpreet Singh
- Birendra Lakra
- Gurbaj Singh
- Sowmarpet Sunil
- Danish Mujtaba
- Shivendra Singh
- Tushar Khandker
- Gurwinder Singh Chandi
- Dharamvir Singh
- S. K. Uthappa

Réservistes :
- Sarvanjit Singh
- Kothajit Singh

Matchs
Tous les matchs se déroulent dans le stade Riverbank Arena situé à l'est de Londres
- Inde 2-3 Pays-Bas : 30 juillet 2012, 16:00 (Match B2)
- Inde 1-3 Nouvelle-Zélande : 1er août 2012, 16:00 (Match B5)
- Inde 2-5 Allemagne : 3 août 2012, 13:45 (Match B8)
- Inde 1-4 Corée du sud : 5 août 2012, 13:15 (Match B11)
- Inde 0-3 Belgique : 7 août 2012, 16:00 (Match B14)

Match pour la 11e et 12e place :
- Inde 2-3 Afrique du Sud : 11 août 2012, 08:30

Résultats
| Équipes          | PJ | V | N | D | BP | +/- | Pts |
| ---------------- | -- | - | - | - | -- | --- | --- |
| Pays-Bas         | 5  | 5 | 0 | 0 | 18 | +11 | 15  |
| Allemagne        | 5  | 3 | 1 | 1 | 14 | +3  | 10  |
| Belgique         | 5  | 2 | 1 | 2 | 8  | +1  | 7   |
| Corée du sud     | 5  | 2 | 0 | 3 | 9  | +1  | 6   |
| Nouvelle-Zélande | 5  | 1 | 2 | 2 | 10 | -4  | 5   |
| Inde             | 5  | 0 | 0 | 5 | 6  | -12 | 0   |

## Judo
Garima Chaudhary est la seule judoka indienne sélectionnée. Elle s'est qualifiée en mai 2012 à Madrid, au titre des places additionnelles attribuées par continent.
| Athlète          | Compétition           | 1/16 de finale       | 1/8 de finale       | Quarts de finale    | Demi-finales        | Repêchage 1         | Repêchage 2         | Finale              | Finale |
| Athlète          | Compétition           | Adversaire Résultat  | Adversaire Résultat | Adversaire Résultat | Adversaire Résultat | Adversaire Résultat | Adversaire Résultat | Adversaire Résultat | Rang   |
| ---------------- | --------------------- | -------------------- | ------------------- | ------------------- | ------------------- | ------------------- | ------------------- | ------------------- | ------ |
| Garima Chaudhary | Moins de 63 kg femmes | Y Ueno (JPN) 100-000 | -                   | -                   | -                   | -                   | -                   | -                   | -      |

## Lutte
En lutte libre, l'Inde est représentée par quatre lutteurs et une lutteuse.
| Épreuves           | Athlètes               | Résultats                                                  |
| ------------------ | ---------------------- | ---------------------------------------------------------- |
| Femmes             |                        |                                                            |
| Lutte libre -55 kg | Geeta Phogat           | 13e, battue en repêchage 2 par Tetyana Lazareva (UKR) 0-3  |
| Hommes             |                        |                                                            |
| Lutte Libre -55 kg | Amit Kumar             | 10e, battu en repêchage 2 par Velikov (BUL) 0-3(0-1, 0-1)  |
| Lutte Libre -60 kg | Yogeshwar Dutt         | Médaille de bronze                                         |
| Lutte Libre -66 kg | Sushil Kumar           | Médaille d'argent                                          |
| Lutte Libre -74 kg | Narsingh Pancham Yadav | 14e, battu en 8e de finale par Gentry (CAN) 1-3 (0-3, 1-1) |

## Natation
Un nageur indien est retenu au titre des « Universality Places » attribuées par la Fédération internationale de natation.
Les épreuves en bassin des compétitions de natation se déroulent du 28 juillet au 10 août 2012 à l'Aquatics Centre de Londres.
| Épreuves           | Athlètes        | Résultats                          |
| ------------------ | --------------- | ---------------------------------- |
| Hommes             |                 |                                    |
| 1 500 m Nage libre | Ullalmath Gagan | Non qualifié, 31e (16 min 31 s 14) |

## Tennis
L'Inde qualifie cinq joueurs et deux joueuses. Somdev Devvarman, Vishnu Vardhan, Rashmi Chakravarthi et Sania Mirza bénéficient d'une Wild Card (invitation privilégiée).
La composition des équipes de double messieurs et double mixtes décidée par la All India Tennis Association a donné lieu à des contestations de la part de certains joueurs, Leander Paes menaçant de renoncer à sa participation.
Les épreuves de tennis se déroulent sur gazon du 28 juillet au 5 août 2012 au sein du All England Lawn Tennis and Croquet Club à Wimbledon (Londres).
| Épreuves         | Athlètes                        | Résultats                                                                                  |
| ---------------- | ------------------------------- | ------------------------------------------------------------------------------------------ |
| Double dames     | Rashmi Chakravarthi Sania Mirza | Éliminées en 32e de finale par / Hsieh Su-Wei (TPE) 1–6, 6–3, 1–6                          |
| Hommes           |                                 |                                                                                            |
| Simple messieurs | Somdev Devvarman                | Éliminé en 64e de finale par Jarkko Nieminen (FIN) 3–6, 1–6                                |
| Simple messieurs | Vishnu Vardhan                  | Éliminé en 64e de finale par Blaž Kavčič (SLO) 3–6, 2–6                                    |
| Double messieurs | Mahesh Bhupathi Rohan Bopanna   | Éliminés en 16e de finale par Julien Benneteau / Richard Gasquet (FRA) 3–6, 4–6            |
| Double messieurs | Leander Paes Vishnu Vardhan     | Éliminés en 16e de finale par Michaël Llodra / Jo-Wilfried Tsonga (FRA) 6-7(3–7), 6-4, 3–6 |
| Mixte            |                                 |                                                                                            |
| Double mixte     | Sania Mirza Leander Paes        | Éliminés en Quart de finale par Victoria Azarenka / Max Mirnyi (BLR) 5-7, 6-7(5–7)         |

## Tennis de table
L'Inde qualifie deux joueurs en tennis de table.
Les épreuves de tennis de table ont lieu du samedi 28 juillet au mercredi 8 août 2012 au ExCeL London et réunissent 172 athlètes, 86 femmes et 86 hommes.
Femmes
| Athlète    | Compétition | Tour préliminaire | 1er tour          | 2e tour          | 3e tour          | 4e tour          | Quarts de finale | Demi-finales     | Finale           | Finale |
| Athlète    | Compétition | Adversaire Score  | Adversaire Score  | Adversaire Score | Adversaire Score | Adversaire Score | Adversaire Score | Adversaire Score | Adversaire Score | Rang   |
| ---------- | ----------- | ----------------- | ----------------- | ---------------- | ---------------- | ---------------- | ---------------- | ---------------- | ---------------- | ------ |
| Ankita Das | Simple      | NC                | Ramirez (ESP) 1–4 | -                | -                | -                | -                | -                | -                | -      |

Hommes
| Athlète         | Compétition | Tour préliminaire | 1er tour         | 2e tour                 | 3e tour          | 4e tour          | Quarts de finale | Demi-finales     | Finale           | Finale |
| Athlète         | Compétition | Adversaire Score  | Adversaire Score | Adversaire Score        | Adversaire Score | Adversaire Score | Adversaire Score | Adversaire Score | Adversaire Score | Rang   |
| --------------- | ----------- | ----------------- | ---------------- | ----------------------- | ---------------- | ---------------- | ---------------- | ---------------- | ---------------- | ------ |
| Soumyajit Ghosh | Simple      | NC                | Tsuboi (BRA) 4–2 | Kim Hyok-Bong (PRK) 1–4 | -                | -                | -                | -                | -                | -      |

## Tir
L'Inde qualifie onze tireurs, quatre femmes et sept hommes dont Abhinav Bindra médaillé d'or à Pékin.
Les épreuves de tir se déroulent du 28 juillet au 5 août 2012 au Royal Artillery Barracks à Woolwich (Londres) ; 390 sportifs s'y affrontent au cours de quinze épreuves.
Hommes
| Athlète               | Compétition                         | Qualification | Qualification | Finale | Finale             |
| Athlète               | Compétition                         | Points        | Rang          | Points | Rang               |
| --------------------- | ----------------------------------- | ------------- | ------------- | ------ | ------------------ |
| Abhinav Bindra        | Carabine à 10 m air comprimé hommes | 594           | 16e           | –      | –                  |
| Gagan Narang          | Carabine à 10 m air comprimé hommes | 598           | 3e            | 701.1  | Médaille de bronze |
| Joydeep Karmakar      | Carabine à 50 m tir couché hommes   | 595           | 7e            | 699.1  | 4e                 |
| Gagan Narang          | Carabine à 50 m tir couché hommes   | 593           | 18e           | –      | –                  |
| Vijay Kumar           | Pistolet à 10 m air comprimé hommes | 570           | 31e           | –      | –                  |
| Vijay Kumar           | Pistolet à 25 m tir rapide hommes   | 585           | 4e            | 30     | Médaille d'argent  |
| Gagan Narang          | Carabine à 50 m 3 positions hommes  | 1164          | 20e           | –      | –                  |
| Sanjeev Rajput        | Carabine à 50 m 3 positions hommes  | 1161          | 26e           | –      | –                  |
| Manavjit Singh Sandhu | Trap hommes                         | 119           | 16e           | –      | –                  |
| Ronjan Sodhi          | Double trap hommes                  | 134           | 11e           | –      | –                  |

Femmes
| Athlète          | Compétition                         | Qualification | Qualification | Finale | Finale |
| Athlète          | Compétition                         | Points        | Rang          | Points | Rang   |
| ---------------- | ----------------------------------- | ------------- | ------------- | ------ | ------ |
| Shagun Chowdhary | Trap femmes                         | 61            | 20e           | –      | –      |
| Rahi Sarnobat    | Pistolet à 25 m femmes              | 579           | 19e           | –      | –      |
| Annuraj Singh    | Pistolet à 25 m femmes              | 575           | 30e           | –      | –      |
| Annuraj Singh    | Pistolet à 10 m air comprimé femmes | 378           | 23e           | –      | –      |
| Heena Sidhu      | Pistolet à 10 m air comprimé femmes | 382           | 12e           | –      | –      |

## Tir à l'arc
L'Inde qualifie six archers, trois femmes et trois hommes, en individuel et par équipes.
Les compétitions se déroulent au Lord's Cricket Ground, opposant 128 archers, 64 femmes et 64 hommes.
Femmes
| Athlète                                                | Compétition        | Tour préliminaire | Tour préliminaire | 1er tour                 | 2e tour                | 3e tour              | Quarts de finale | Demi-finales     | Finale           | Finale |
| Athlète                                                | Compétition        | Score             | Rang              | Adversaire Score         | Adversaire Score       | Adversaire Score     | Adversaire Score | Adversaire Score | Adversaire Score | Rang   |
| ------------------------------------------------------ | ------------------ | ----------------- | ----------------- | ------------------------ | ---------------------- | -------------------- | ---------------- | ---------------- | ---------------- | ------ |
| Laishram Bombayla Devi                                 | Individuel femmes  | 651               | 22                | Psarra (GRE) (43) 6-4    | A Román (MEX) (11) 2-6 | –                    | –                | –                | –                | –      |
| Deepika Kumari                                         | Individuel femmes  | 662               | 8                 | Oliver (GBR) (57) 2–6    | –                      | –                    | –                | –                | –                | –      |
| Chekrovolu Swuro                                       | Individuel femmes  | 625               | 50                | J Nichols (USA) (15) 5–6 | –                      | –                    | –                | –                | –                | –      |
| Laishram Bombayla Devi Deepika Kumari Chekrovolu Swuro | Par équipes femmes | 1938              | 9                 | NC                       | NC                     | Danemark (8) 210–211 | –                | –                | –                | –      |

Hommes
| Athlète                                       | Compétition        | Tour préliminaire | Tour préliminaire | 1er tour               | 2e tour                      | 3e tour                     | Quarts de finale | Demi-finales     | Finale | Finale |
| Athlète                                       | Compétition        | Rang              | Adversaire Score  | Adversaire Score       | Adversaire Score             | Adversaire Score            | Adversaire Score | Adversaire Score | Rang   |        |
| --------------------------------------------- | ------------------ | ----------------- | ----------------- | ---------------------- | ---------------------------- | --------------------------- | ---------------- | ---------------- | ------ | ------ |
| Jayanta Talukdar                              | Individuel hommes  | 650               | 53                | Wukie (USA) (12) 0-6   | –                            | –                           | –                | –                | –      | –      |
| Rahul Banerjee                                | Individuel hommes  | 655               | 46                | Gantögs (MGL) (19) 6-0 | R Dobrowolski (POL) (14) 3-7 | –                           | –                | –                | –      | –      |
| Tarundeep Ra                                  | Individuel hommes  | 664               | 31                | Stevens (CUB) (34) 6-5 | K Bubmin (KOR) (2) 2-6       | –                           | –                | –                | –      | –      |
| Jayanta Talukdar Rahul Banerjee Tarundeep Rai | Par équipes hommes | 1969              | 12                | NC                     | NC                           | Japon (5) 214 (27)–214 (29) | –                | –                | –      | –      |